# Attentato alla discoteca di Berlino del 1986
L'attentato alla discoteca di Berlino del 5 aprile 1986 è stato un attacco terroristico alla discoteca La Belle, a Berlino Ovest, in Germania Ovest.

## L'attentato
Una bomba posta sotto un tavolo vicino allo stand del disc jockey esplose nel club - che era frequentata da molti militari statunitensi - uccidendo una donna turca e due militari, e ferendo 230 persone, tra cui più di 50 militari statunitensi. La ragazza turca Nermin Hannay e il sergente statunitense Kenneth T. Ford rimasero uccisi sul colpo, mentre il sergente statunitense James E. Goins morì due mesi dopo. Alcuni tra i feriti restarono permanentemente disabili.

## Accuse e ritorsione
La Libia venne accusata dell'attentato dopo che alcuni messaggi fax erano stati intercettati all'ambasciata libica a Berlino Est, ed in cui l'ambasciata si congratulava per l'ottimo lavoro svolto. In seguito, il presidente statunitense Ronald Reagan reagì ordinando attacchi aerei contro la capitale libica di Tripoli e la città di Bengasi.

## Le indagini
Nonostante i rapporti incolpassero la Libia per l'attentato alla discoteca, nessun individuo venne ufficialmente accusato dell'attentato fino alla riunificazione della Germania nel 1990, e la successiva riapertura del caso. I documenti della Stasi portarono il procuratore tedesco ad indagare su Abdulghasem Musbah Eter, un libico che aveva lavorato presso l'ambasciata libica a Berlino Est. I documenti della Stasi indicavano lui come un agente, e i procuratori dissero che era il principale contatto dell'agenzia di spionaggio libico presso l'ambasciata.
Eter ed altri quattro sospetti vennero arrestati nel 1996 tra Libano, Italia, Grecia e Germania, e messi sotto processo un anno dopo. Nel 2001 Musbah Abdulghasem Eter, e due palestinesi, Yasser Mohammed Chreidi (alias Yasser Al-Shuraidi, o Yassir Chraidi) e Ali Chanaa, vennero condannati dal tribunale di Berlino per favoreggiamento nell'omicidio, e l'ex moglie di Chanaa, la tedesca Verena Chanaa, venne condannata per omicidio in quanto trasportò di persona la bomba. I quattro vennero condannati a pene tra i 12 e i 14 anni di detenzione.
La procura disse che i tre uomini assemblarono la bomba nell'appartamento di Chanaa. La bomba fu portata a Berlino Ovest in una borsa diplomatica libica. Verena Chanaa e sua sorella, Andrea Haeusler, la trasportarono nella discoteca La Belle in una borsa da viaggio, e lì fu lasciata per cinque minuti prima che esplodesse. Andrea Haeusler venne assolta, perché non c'erano prove che lei sapesse della bomba nella borsa.

## Retroscena
Il giudice disse che non era chiaro se Gheddafi o l'intelligence libica avessero ordinato l'attacco. Due settimane prima dell'attentato nella discoteca La Belle, Gheddafi inneggiò ad assalti arabi contro interessi statunitensi in tutto il mondo, a seguito di uno scontro navale tra USA e Libia nel Golfo della Sirte, in acque internazionali rivendicate dalla Libia, ed in cui erano rimasti uccisi 35 marinai a bordo di una motovedetta libica.

## Risarcimenti
Il 17 agosto 2003 la Libia riferì al governo tedesco di essere pronta a negoziare il risarcimento dell'attentato con gli avvocati per le vittime non statunitensi. Un anno dopo, il 10 agosto 2004, la Libia concluse un accordo per pagare un totale di 35 milioni di dollari come risarcimento.
Nell'ottobre 2008 la Libia pagò 1,5 miliardi di dollari in un fondo che sarà utilizzato per compensare i parenti delle vittime dell'attentato di Lockerbie, insieme al restante 20% della somma concordata nel 2003, le vittime dell'attentato del 1986 nella discoteca di Berlino, le vittime statunitensi dell'attentato al volo UTA 772 e le vittime libiche dei bombardamenti Usa del 1986 a Tripoli e Bengasi.